# 聯邦調查局重大事件響應組
重大事件響應組（英語：Critical Incident Response Group，CIRG）是美國聯邦調查局刑事、網路、響應與服務部的一個部門，使聯邦調查局能夠對美國發生的特殊危機做出迅速反應。其任務是發生重大犯罪事件時可以整合戰術力量和調查資源，處理恐怖活動、人質劫持、兒童綁架等高風險暴力犯罪。 

## 歷史
因為社會大眾對聯邦調查局對於紅寶石山脊事件和威科慘案的處理結果非常不滿，因此聯邦調查局於1994年成立成立重大事件響應組，以更有效地處理危機情況。重大事件響應組的職責就是制定策略，並處理人質事件或圍困局勢，同時盡可能「不造成人員傷亡」為前提解決這些問題。

## 組織
- 監視與航空科
  - 航空監視部門
    - 航空支援單位
    - 特種飛行行動單位
    - 野戰飛行行動單位

  - 移動監視科
    - 武裝移動監視組（MST-A）
    - 移動監視組（MST）
- 戰術科
  - 行動與訓練單位
  - 人質救援隊
  - 特種武器和戰術部隊
  - 危機談判單位（英语：FBI Crisis Negotiation Unit）
  - 戰術直升機單位
  - 行動支援單位
- 調查與行動支援科
  - 國家暴力犯罪分析中心（英语：National Center for the Analysis of Violent Crime）
    - 行為分析組單位（英语：Behavioral Analysis Unit）
    - 暴力犯罪逮捕計劃（英语：Violent Criminal Apprehension Program）

  - 危機管理單位
  - 快速部署與運輸組
- 戰略資訊與作戰中心（英语：Strategic Information and Operation Center）
- 反簡易爆炸裝置科
- 重大事件情報單位